# 총통 각하의 낯짝
《총통 각하의 낯짝》(Der Fuehrer's Face)은 1942년 월트 디즈니 애니메이션 스튜디오가 만든 극장용 단편 선전 애니메이션 영화이다. 그 해 개최된 제15회 아카데미 단편 애니메이션상을 수상했고, 1994년 출간된 the 50 greatest cartoons의 리스트의 22번으로 선정되었다.